# Jugeals-Nazareth
Jugeals-Nazareth ist eine Gemeinde in Frankreich. Sie gehört zur Region Nouvelle-Aquitaine, zum Département Corrèze, zum Arrondissement Brive-la-Gaillarde und zum Kanton Saint-Pantaléon-de-Larche.

## Geografie
In der Gemeindegemarkung von Jugeals-Nazareth entspringt die Couze. Die angrenzenden Gemeinden sind Brive-la-Gaillarde im Norden, Cosnac im Nordosten, Turenne im Osten und Süden, Nespouls im Südwesten und Noailles im Westen.

## Geschichte
Jugeals-Nazareth resultierte 1924 aus der bisherigen Gemeinde Jugeals und dem zu Turenne gehörenden Ortsteil Nazareth.

### Bevölkerungsentwicklung
| Jahr      | 1962 | 1968 | 1975 | 1982 | 1990 | 1999 | 2008 | 2012 |
| --------- | ---- | ---- | ---- | ---- | ---- | ---- | ---- | ---- |
| Einwohner | 245  | 241  | 311  | 502  | 604  | 687  | 819  | 902  |